# Columbitech
Columbitech, grundat 2000, är ett svenskt IT-företag som säljer säkerhetslösningar att skydda mobila enheter, med stöd för WLAN och offentliga nätverk, inklusive 3G, 4G och WiMAX. Bolaget har huvudkontor i Stockholm, Sverige med kontor i New York. 

## Columbitech Mobile VPN
Columbitechs mobila VPN tillhandahåller fjärråtkomst till nätverk för användare, företags WLAN-användare och distansarbetare vilket mobiliserar hela företaget. Lösningen är krypterad enligt standard Wireless Transport Layer Security (WTLS) och har en FIPS 140-2- certifiering. 
Tekniken används i detaljhandeln för att möta PCI DSS- krav, och i andra branscher där mobila enheter används över trådlösa nätverk. 